# Parc national du Pico da Neblina
Le parc national du Pico da Neblina est une réserve naturelle brésilienne. Elle se situe dans la région Nord, dans l'État de l'Amazonas, sur le territoire de la municipalité de São Gabriel da Cachoeira, à proximité de la frontière avec le Venezuela. De cette façon, le parc national du Pico da Neblina intègre, avec les parcs nationaux de la Serra do Divisor, du Cabo Orange, des montagnes de Tumucumaque et du mont Roraima, l’ensemble des parcs nationaux bordant l’Amazonie brésilienne.
Le parc fut créé à l’occasion de la Journée mondiale de l’environnement, le 5 juin 1979, par le président João Figueiredo. Il couvre une superficie de 2 260 344 ha.

## Géographie
Le parc est adjacent au parc national de la Serranía de la Neblina au Venezuela au nord. Au sud, il est délimité par le Rio Negro. Le parc se trouve dans la province géologique de l’Amazonie occidentale et se trouve à l’extrémité nord-ouest du bouclier des Guyanes. Les formations rocheuses cristallines du plateau guyanais prédominent.
Il regroupe des zones montagneuses, couvertes par la forêt amazonienne. Le plateau de Roraima a des altitudes de 1 200 à 3 000 mètres et comprend les deux plus hauts sommets du Brésil, le Pico da Neblina (2993 mètres) et le Pico 31 de Março (2972 mètres).
La faune abrite des jaguars, des tapirs, des chiens des buissons, de rares singes ouakaris à tête noire et des singes-araignées à ventre blanc. Les oiseaux notables sont les toucans toco, des faucons noirs, des hoccos.
Une grande partie du parc fait également partie d’un territoire indigène. Le nord et l’est du parc couvrent une partie du territoire indigène Yanomami qui comprend environ 50 % du parc. Le chevauchement pose des problèmes en raison des exigences contradictoires de la gestion du parc et de la souveraineté autochtone. Comme le parc se trouve dans une zone frontalière, il y a une présence militaire qui pose également des problèmes. Le parc souffre de conflits liés à la présence de garimpeiros et d’extracteurs de lianes, qui causent des dommages irréversibles. Dans certaines régions, les mineurs sont à l’origine d’une contamination au mercure. Il y a aussi l’exploitation minière, l’exploitation forestière et l’extraction illégales de produits forestiers.
Le parc est accessible en bateau depuis les rivières Igarapé Itamirim ou Cauaburi e Sá. Il est également possible de s’y rendre par un petit avion depuis Manaus.

## Galerie

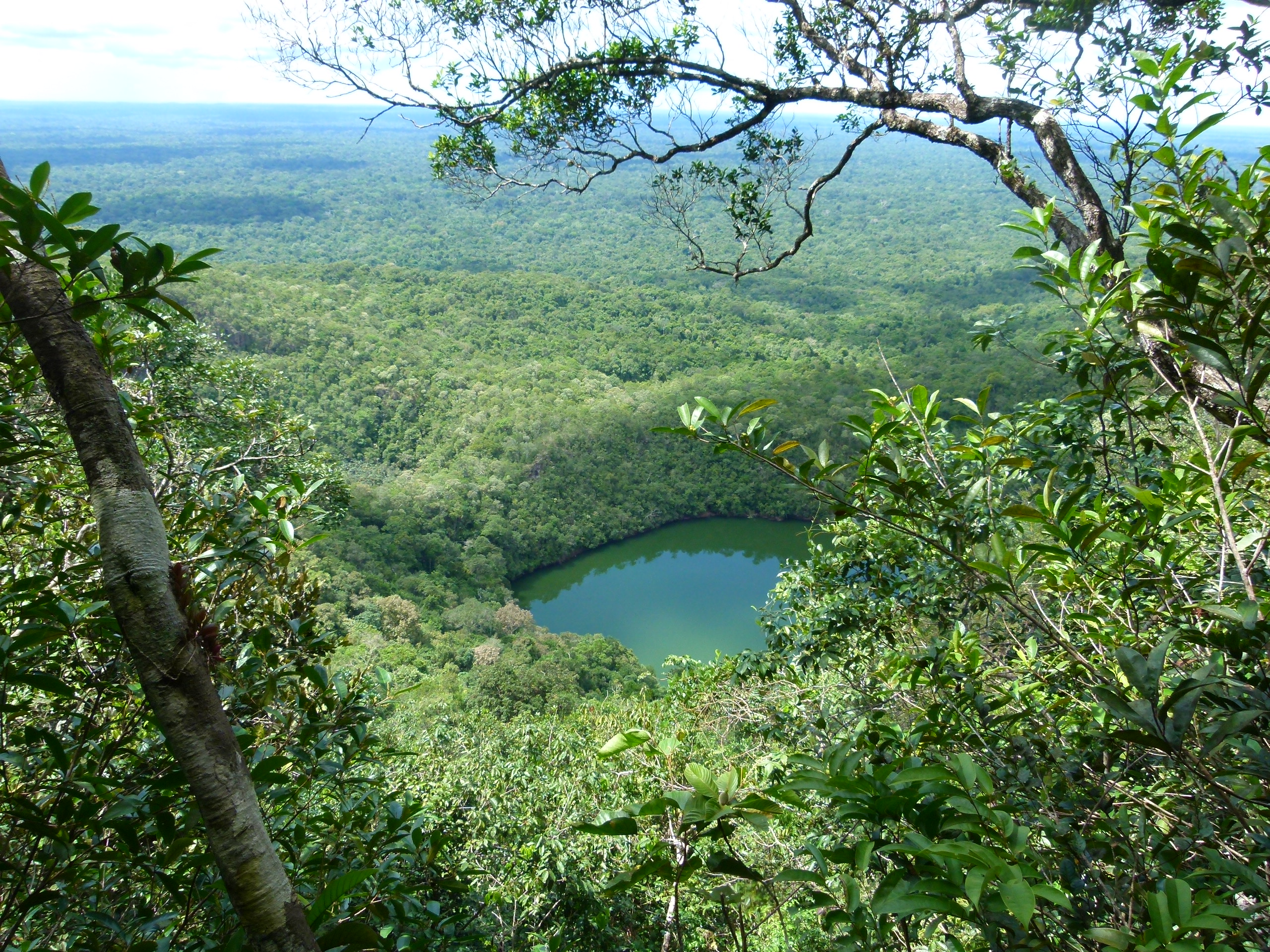
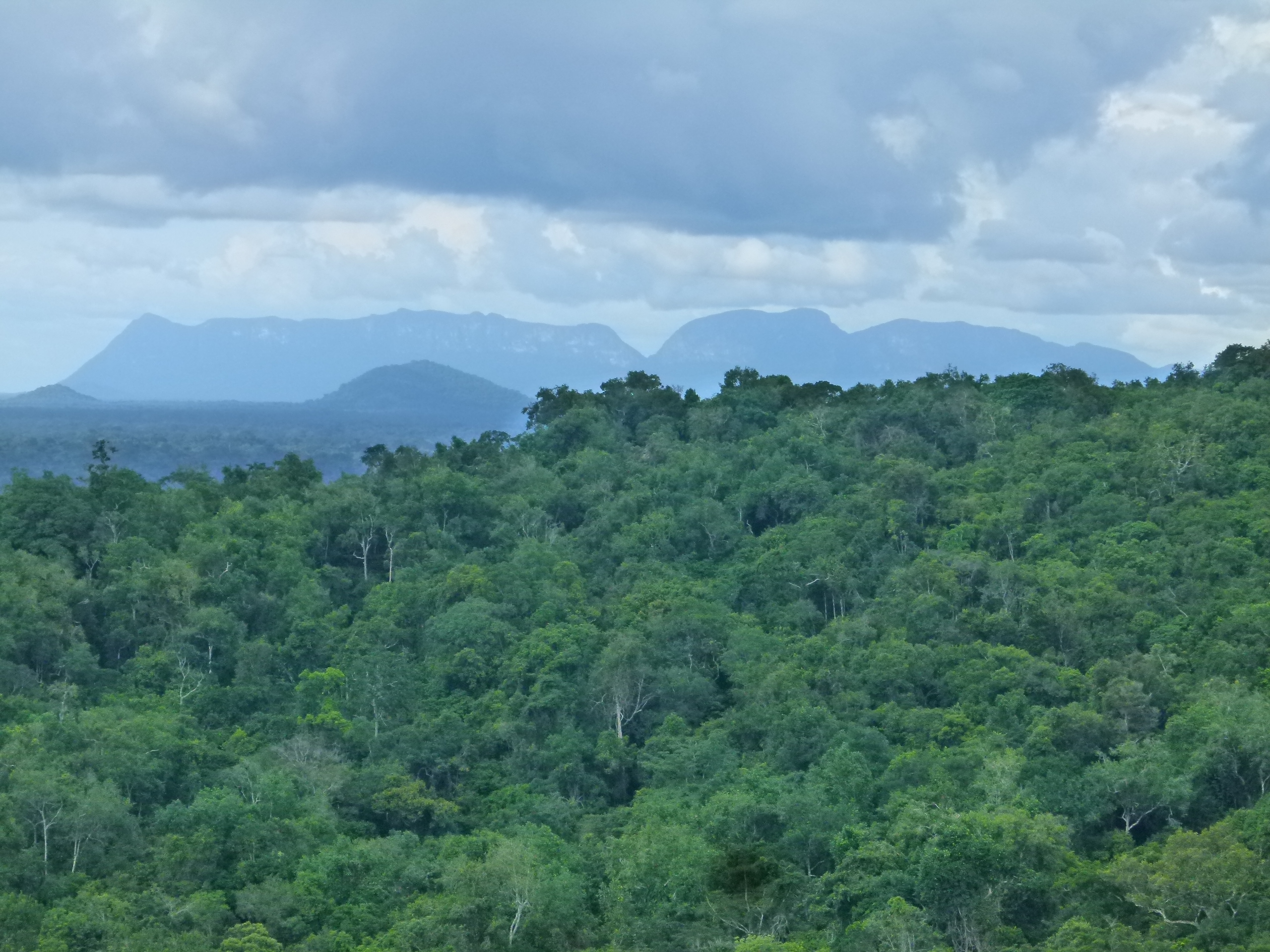
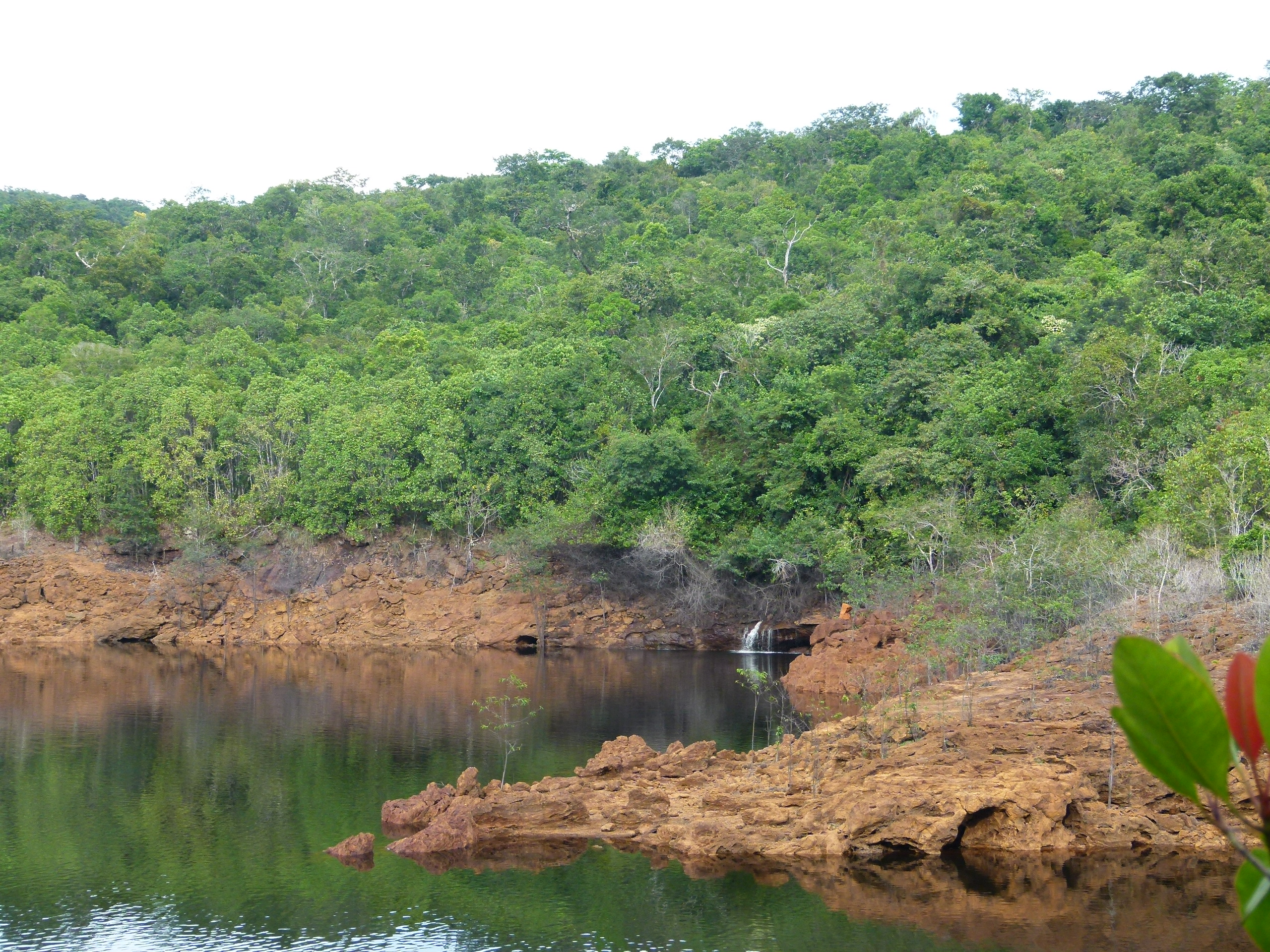
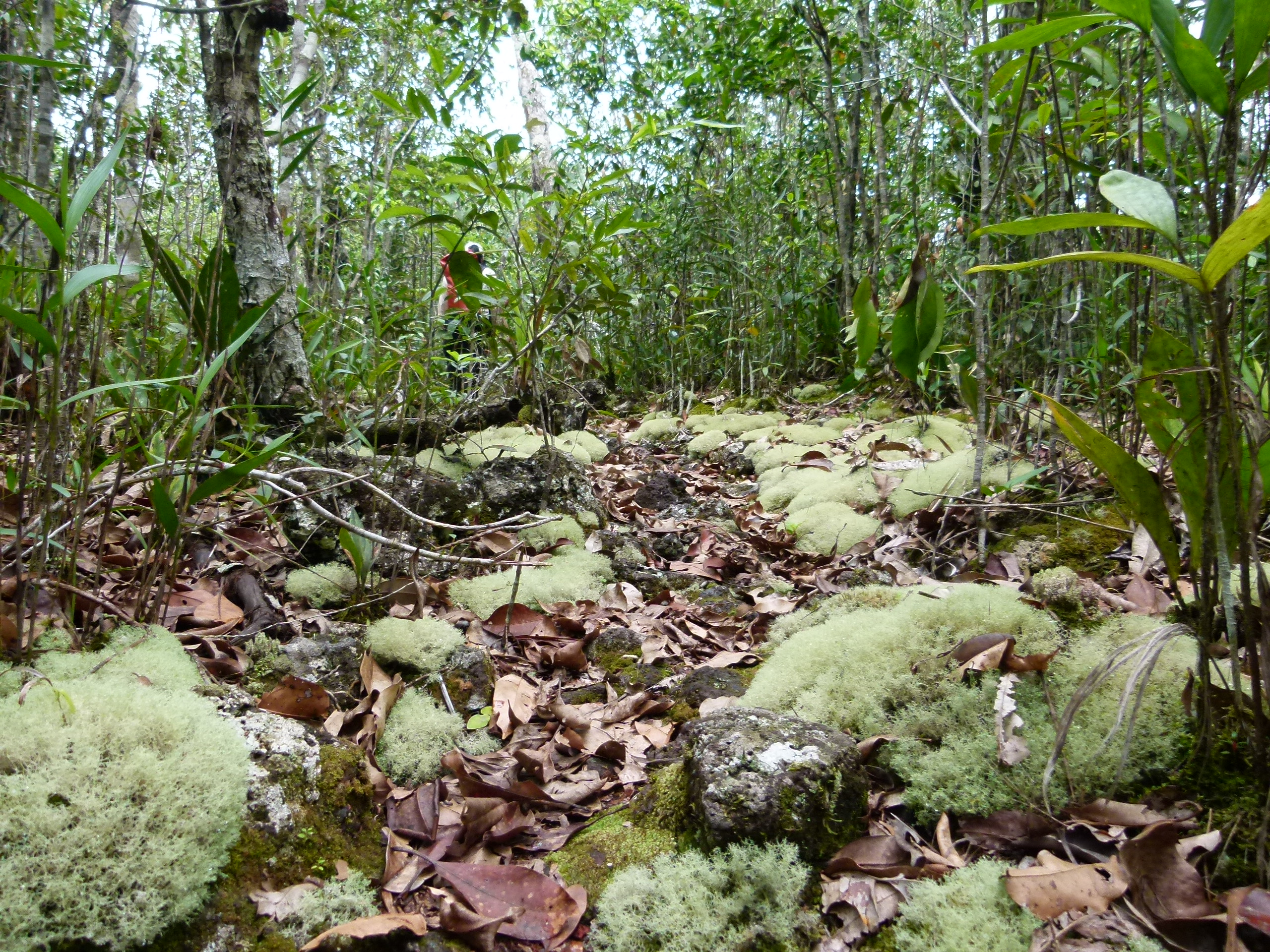